# 槍決皇帝馬克西米連

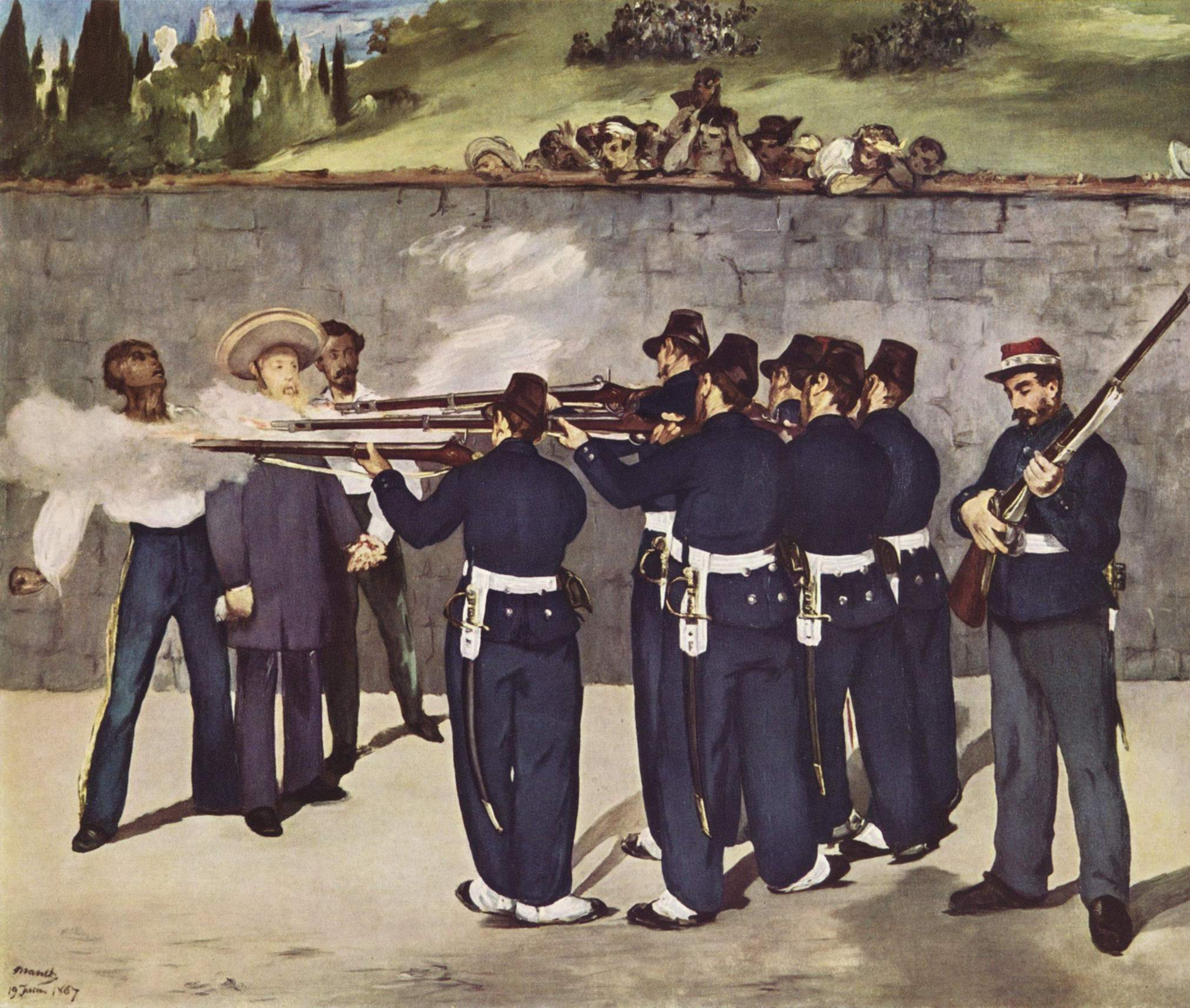
槍決皇帝馬克西米連，布面油画，252x305厘米，曼海姆美术馆

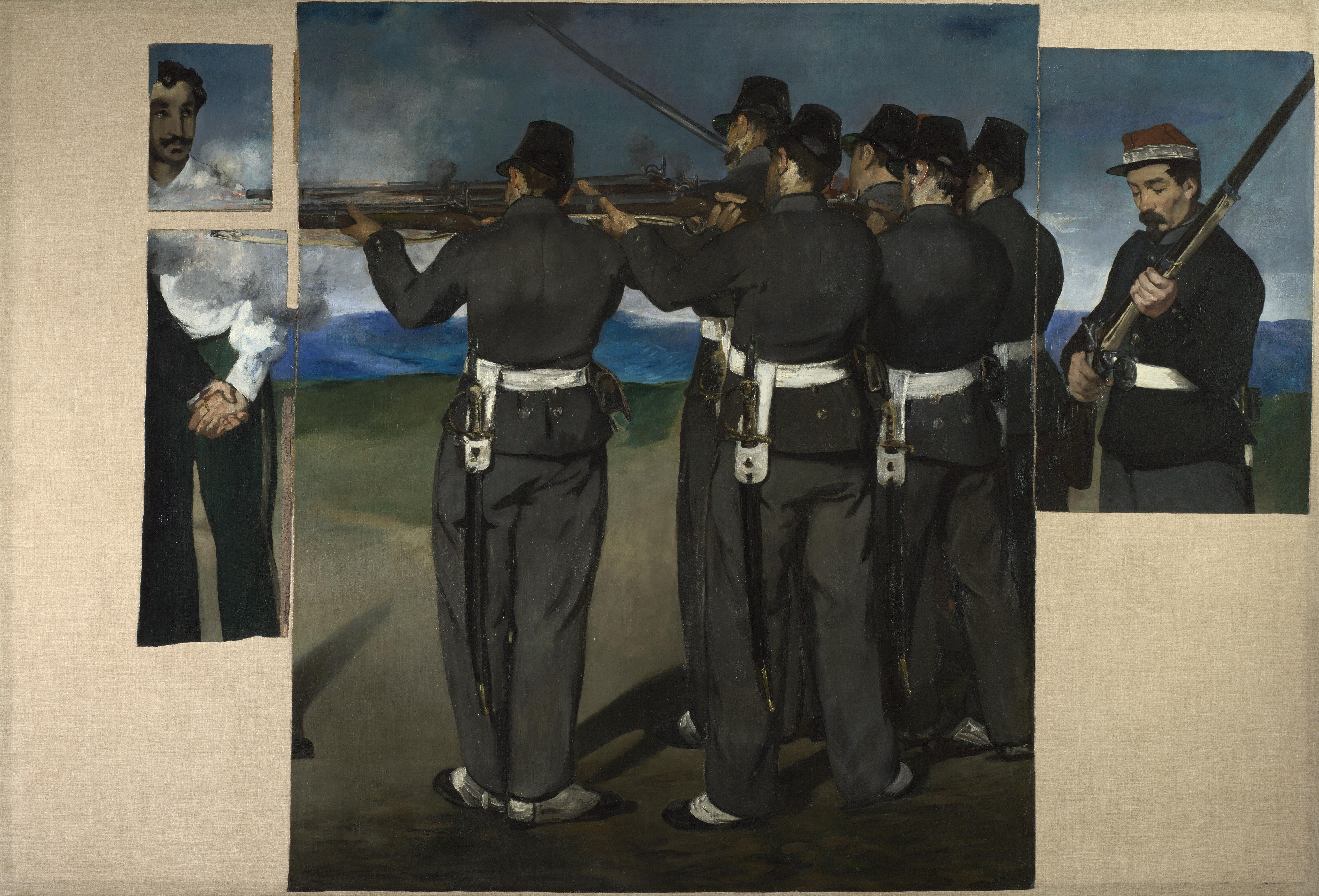
槍決皇帝馬克西米連，布面油画，国家美术馆

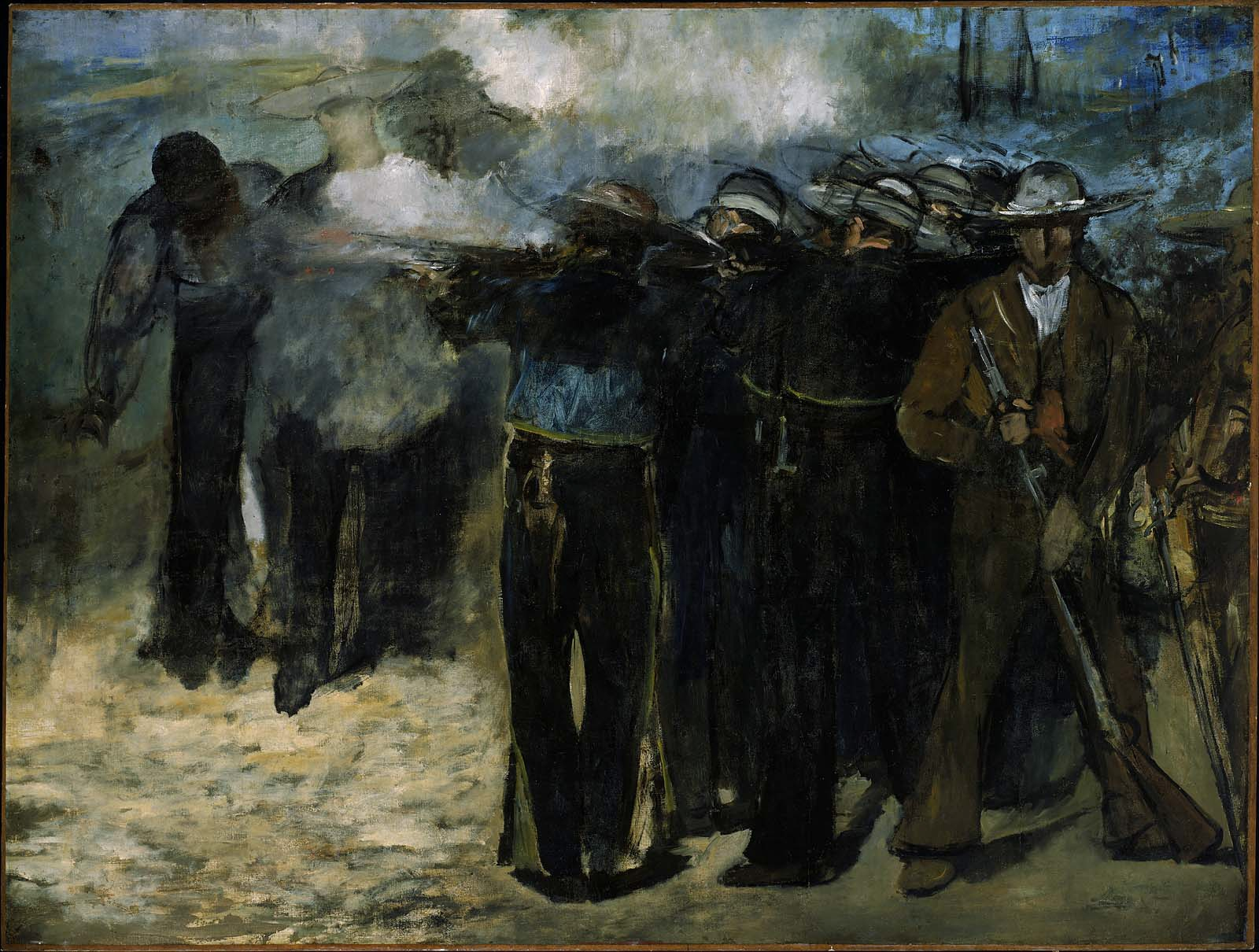
槍決皇帝馬克西米連，布面油画，195.9x259.7厘米，波士頓美術館

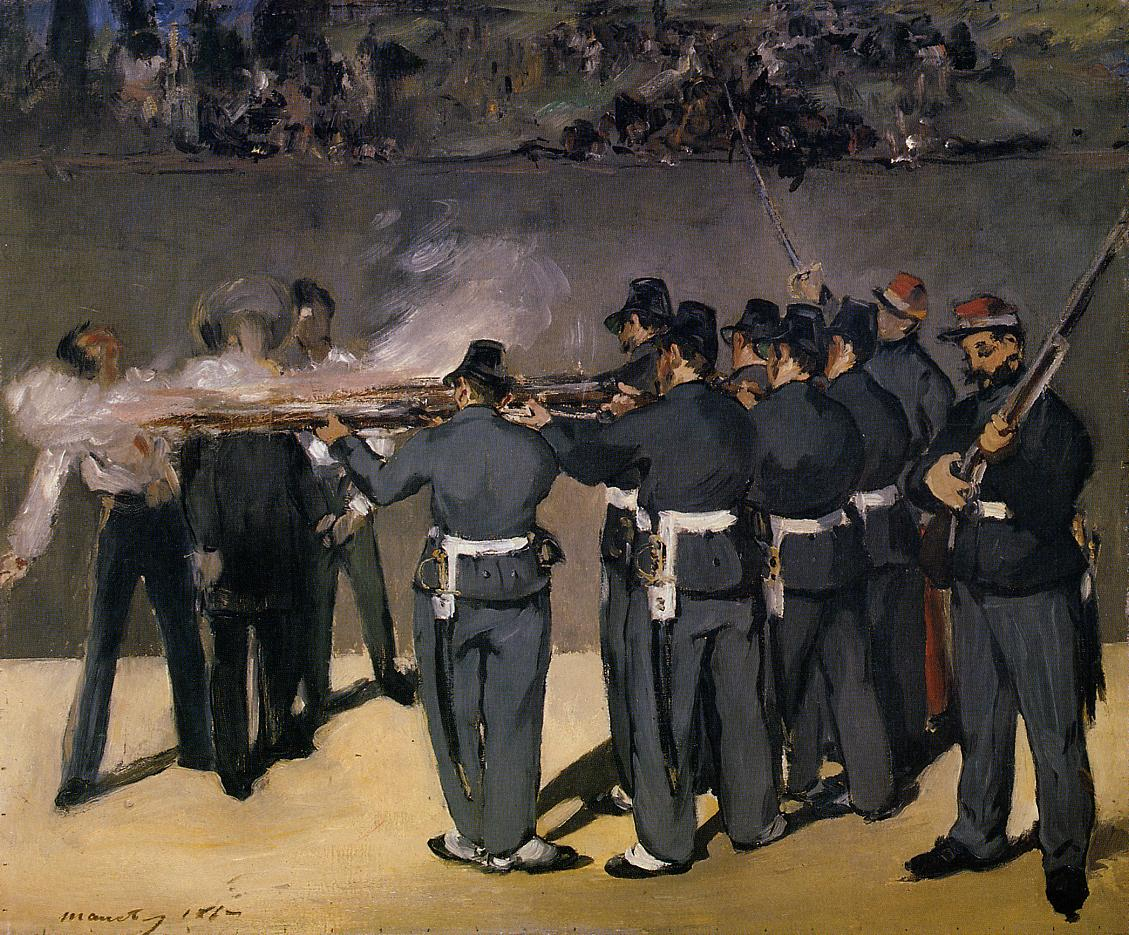
槍決皇帝馬克西米連，布面油画，48x58厘米。哥本哈根新嘉士伯美術館

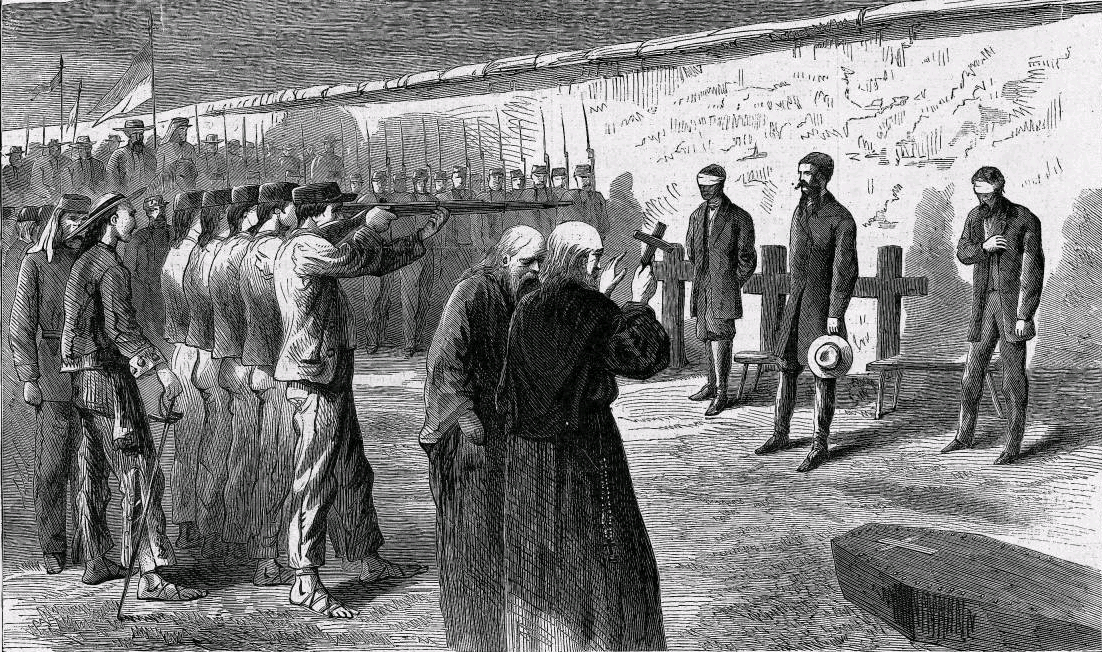
墨西哥出版的有關槍決皇帝馬克西米連的印刷品

槍決皇帝馬克西米連（The Execution of Emperor Maximilian）是愛德華·馬奈于1867年至1869年创作的一系列画作，描绘了短命的墨西哥第二帝國皇帝马西米连诺一世被行刑队处决的情景，構圖上參考了弗朗西斯科·戈雅的《1808年5月3日的枪杀》。马奈为這一主题创作了三幅大型油画、一幅小型油画素描和一幅石版画；所有五幅作品于1992-1993年在伦敦和曼海姆展出，2006年在纽约现代艺术博物馆展出。